# Цзиньчэн
Цзиньчэ́н (кит. упр. 晋城, пиньинь Jìnchéng) — городской округ в провинции Шаньси КНР.

## История
При империи Северная Вэй в этих местах была создана область Цзяньчжоу (建州). При империи Суй она в 568 году была переименована в Цзэчжоу (泽州), а в 583 году опущена в ранге до уезда, получившего название Даньчуань (丹川县). При империи Тан область Цзэчжоу была воссоздана. При империи Цин область в 1728 году была поднята в ранге до управы. После Синьхайской революции в Китае была проведена реформа структуры административного деления, в ходе которой управы и области были упразднены.
После образования КНР провинция Шаньси была в 1949 году разделена на 7 специальных районов; эти земли попали в состав Специального района Чанчжи (长治专区). В 1958 году Специальный район Чанчжи был переименован в Специальный район Цзиньдуннань (晋东南专区), при этом произошло укрупнение уездов: уезды Гаопин и Линчуань были присоединены к уезду Цзиньчэн, а уезд Циньшуй — к уезду Янчэн. В 1961 году все уезды были восстановлены в прежних границах.
В 1970 году Специальный район Цзиньдуннань был переименован в Округ Цзиньдуннань (晋东南地区).
В 1983 году уезд Цзиньчэн был преобразован в городской уезд; при этом было введено деление городского уезда на районы — Городской и Пригородный.
В 1985 году постановлением Госсовета КНР были расформированы город Чанчжи и округ Цзиньдуннань, а на их территории образованы городские округа Чанчжи и Цзиньчэн. В состав городского округа Цзиньчэн вошли уезды Циньшуй, Янчэн, Линчуань и Гаопин; городской уезд Цзиньчэн был расформирован, и его составные части вошли непосредственно в состав городского округа Цзиньчэн.
В 1993 году уезд Гаопин был преобразован в городской уезд.
В 1996 году Пригородный район был преобразован в уезд Цзэчжоу.

## Административно-территориальное деление
Городской округ Цзиньчэн делится на 1 район, 1 городской уезд, 4 уезда:
| Карта | Карта          | Карта    | Карта     | Карта          | Карта                  | Карта         | Карта                      |
| ----- | -------------- | -------- | --------- | -------------- | ---------------------- | ------------- | -------------------------- |
|       |                |          |           |                |                        |               |                            |
| #     | Статус         | Название | Иероглифы | Пиньинь        | Население (2003 прим.) | Площадь (км²) | Плотность населения (/км²) |
| 1     | Район          | Чэнцюй   | 城区      | Chéng qū       | 280 000                | 141           | 1986                       |
| 2     | Городской уезд | Гаопин   | 高平市    | Gāopíng shì    | 480 000                | 946           | 507                        |
| 3     | Уезд           | Цзэчжоу  | 泽州县    | Zézhōu xiàn    | 510 000                | 2023          | 252                        |
| 4     | Уезд           | Циньшуй  | 沁水县    | Qìnshuǐ xiàn   | 210 000                | 2655          | 79                         |
| 5     | Уезд           | Янчэн    | 阳城县    | Yángchéng xiàn | 390 000                | 1968          | 198                        |
| 6     | Уезд           | Линчуань | 陵川县    | Língchuān xiàn | 250 000                | 1751          | 143                        |

## Экономика

### Туризм
Из-за мягкого климата и обилия зелени туристический сезон длится в Цзиньчэне 7 месяцев.  Основной туристической локацией является демонстрационная курортная зона на горе Баймасы.
Также туристов привлекает посёлок Сыту, где развито искусству «датехуа» — шоу фейерверков из расплавленного железа.